# Diogenes Laertios

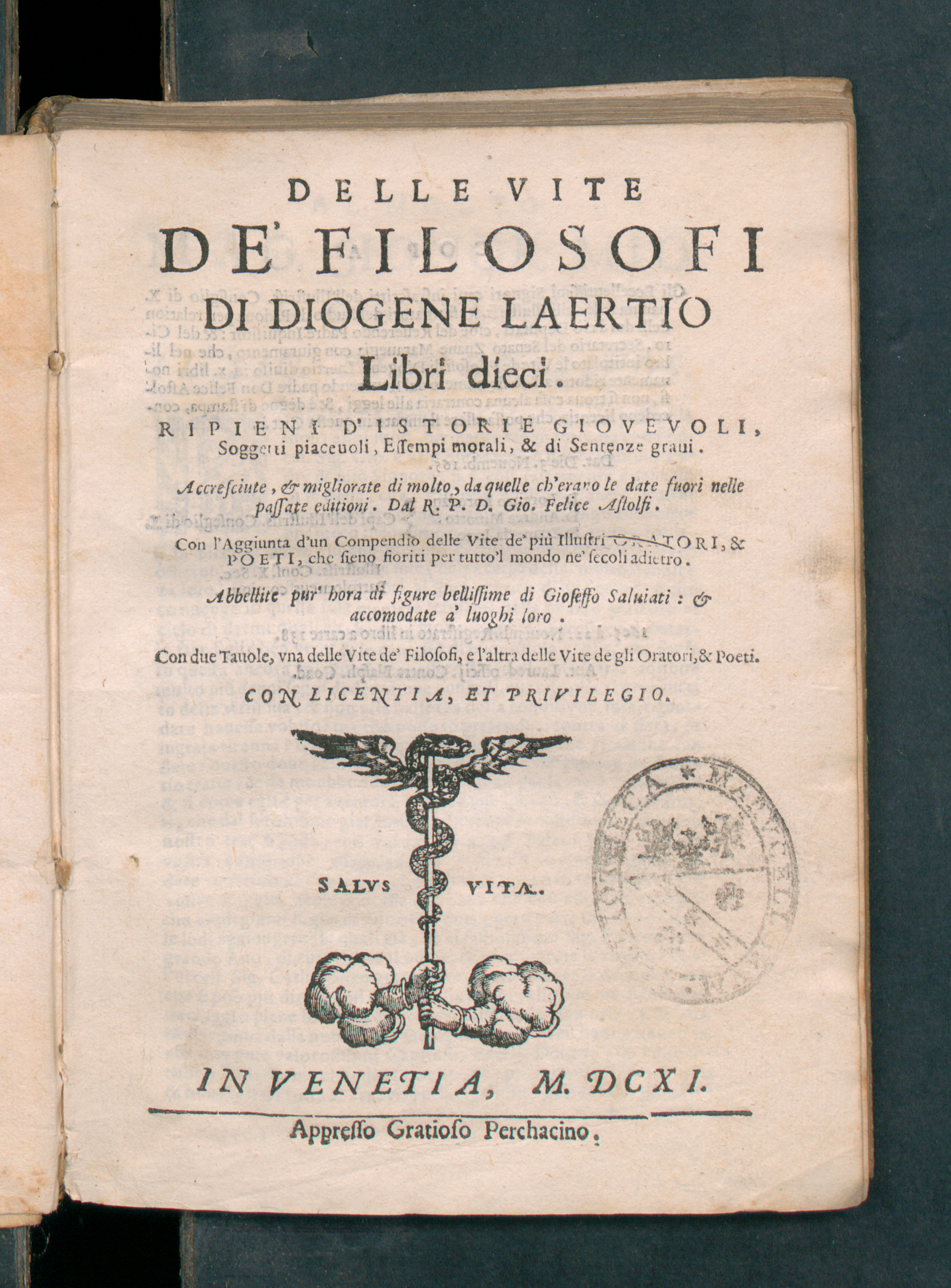
Vitae et sententiae philosophorum, 1611

Diogenes Laërtios (griechisch Διογένης Λαέρτιος Diogénēs Laértios, latinisiert Diogenes Laërtius) war ein antiker Philosophiehistoriker und Doxograph. Er lebte wahrscheinlich im 3. Jahrhundert n. Chr. und hat eine Kompilation über Leben und Lehre der Philosophen der Antike verfasst, die in zehn Bücher unterteilt ist.

## Leben
Über die Lebensumstände des Diogenes Laërtios ist fast nichts bekannt. Auch eine Datierung (3. Jahrhundert) wird nur indirekt aus seinem Stil sowie aus Lebensdaten der von ihm behandelten Philosophen erschlossen: Der späteste von ihm genannte (IX 116) Philosoph ist ein Schüler des Sextus Empiricus. Diogenes führt sonst kaum Philosophen der römischen Kaiserzeit auf und übergeht erstaunlicherweise den zu seiner Zeit vorherrschenden Mittelplatonismus ganz.
Aus dem Beinamen Laërtios suchte man Rückschlüsse auf die Herkunft zu ziehen. So wurde er von dem Ort Laerte in Karien bzw. Kilikien oder von dem römischen Familiennamen Laertii abgeleitet. Derzeit wird der Name meist auf Laertes, den Vater des Odysseus bezogen, den schon Homer diogenes Laertiades (Διογένης bedeutet ‚gezeugt von Gott‘) nennt. Der Beiname Laertiades ist mithin eher als literarisch verspieltes Unterscheidungsmerkmal gegenüber anderen Griechen namens „Diogenes“ zu deuten. Biografische Informationen sind aus ihm nicht abzuleiten.
Diogenes schreibt über Apollonides aus Nikaia, er sei jemand, „der aus unserer Ecke kommt“ (IX 109). Das führte zur Vermutung, Diogenes stamme aus Bithynien. Für eine Herkunft aus der Provinz spräche, dass seine Gelehrsamkeit altertümlich wirkt und er in einer gewissen ‚antiquarischen Tendenz‘ gern ältere und entlegene Quellen anführt. Das Werk selbst bestätigt, dass Diogenes eine gewisse Bildung und Belesenheit besaß, aber kaum ein eigenständiger, kritischer Denker war, wohl auch kein ‚Fachphilosoph‘, der in Athen o. ä. studiert oder weite Bildungsreisen ausgeführt hätte.
Mitunter wurde vermutet, Diogenes sei identisch mit dem aus einem größeren Inschriftfund bekannten Diogenes von Oinoanda, doch bleibt dies Spekulation. Als Argument hierfür galt, dass Diogenes von Oinoanda Epikureer war, Diogenes Laertios dem hellenistischen Philosophen aber ein ganzes Buch widmet und daher, wie angenommen wird, Sympathien für den Epikureismus hegte.

## Werk

### Allgemeine Charakteristik

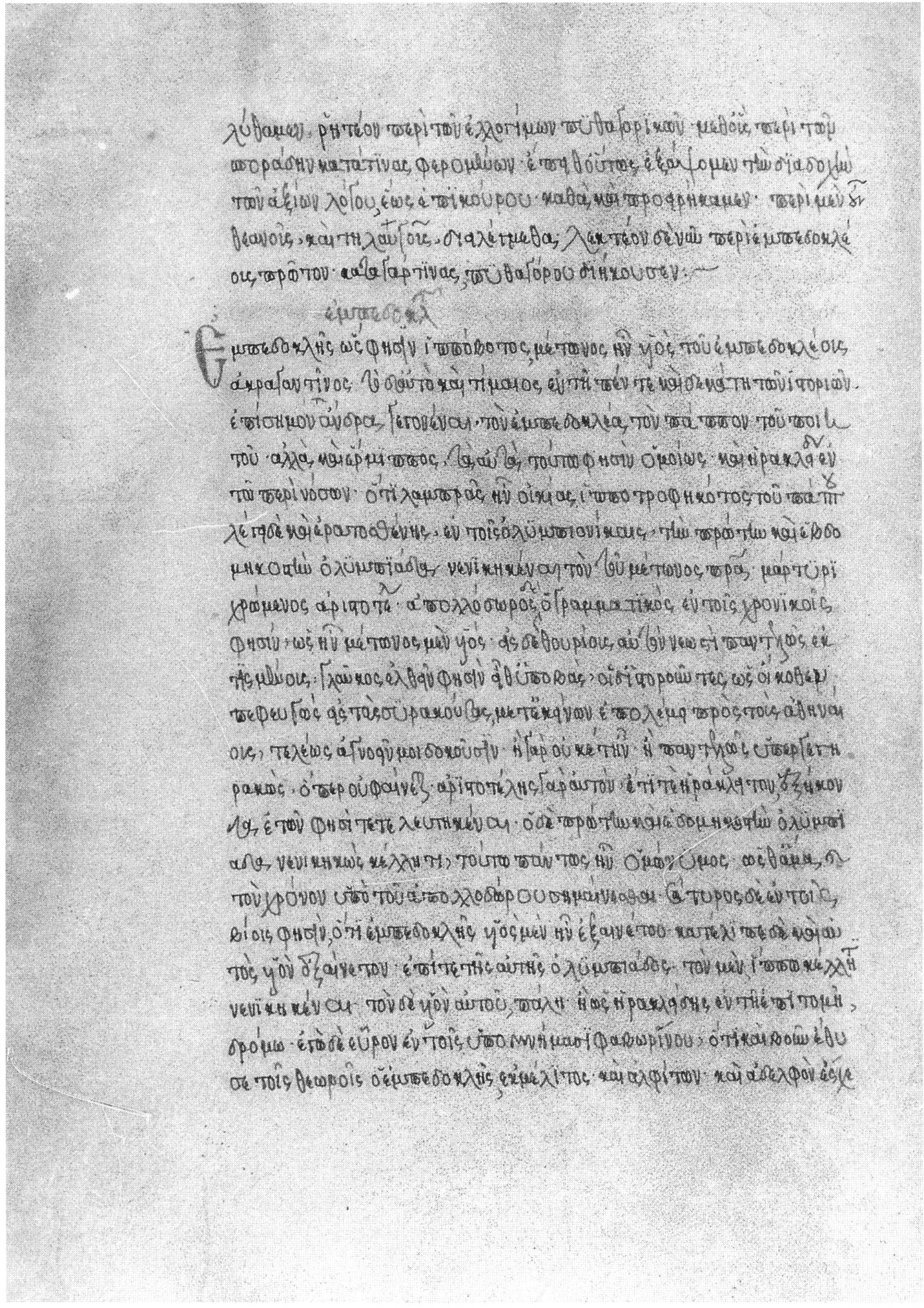
Der Anfang der Biographie des Empedokles in Diogenes’ Schrift Über das Leben und die Lehren berühmter Philosophen in einer Handschrift aus dem Besitz von Kardinal Bessarion. Venedig, Biblioteca Nazionale Marciana, Gr. 394, fol. 143v (15. Jahrhundert)

Der genaue Titel des aus zehn Büchern bestehenden, nach der Mitte des 2. Jahrhunderts verfassten Werkes variiert in den Handschriften und Ausgaben etwas. Die häufigsten Formulierungen Über Leben und Lehren berühmter Philosophen oder Zusammenstellung über Leben und Lehren der Philosophen (altgriechisch φιλοσόφων βίων καὶ δογμάτων συναγωγή) deutet bereits den kompendienhaften Charakter des Werkes an, das Biografie und Doxografie verbindet. Diese Zusammenstellung als Doxobiografie ist äußerst untypisch, da diese beiden Literaturgattungen in der römischen Kaiserzeit weit verbreitet waren, aber strikt voneinander getrennt wurden. 
Diogenes lässt sich kaum einer philosophischen Schule zuordnen, obwohl man vielfach annimmt, er sei Skeptiker gewesen. Er scheint eine vereinzelte Gestalt gewesen zu sein und seine Kompilation aus Liebhaberei zusammengestellt zu haben. Sein Werk ist frei von Polemik – soweit sie nicht aus den Quellen übernommen wurde – und hat in der spätantiken Literatur auch keinerlei Spuren in Form von Zitaten bei späteren Autoren hinterlassen.
Diogenes beabsichtigte also nicht, ein ‚wissenschaftliches‘ Werk zu schreiben. Ihm kam es vielmehr darauf an, seine umfangreich, aber unkritisch gesammelten biografischen Nachrichten, anekdotenhaften Geschichten und sentenzenartigen Meinungsäußerungen unterhaltsam darzustellen. Das Werk besteht hauptsächlich aus Exzerpten und Zitaten aus dritter oder vierter Hand. Die Originaltexte scheint Diogenes selbst kaum gelesen zu haben.
Die Identifikation der Quellen ist seit dem 19. Jahrhundert die Hauptfrage der Forschung. Diogenes stützt sich vermutlich auf Werke von Favorinus und Diokles von Magnesia, doch kann man im Einzelnen nicht sicher nachweisen, wer seine Gewährsmänner waren. Wahrscheinlich hat er auch Sammlungen von Aussprüchen und Apophthegmensammlungen benutzt. Deshalb sind seine biografischen Details zum Leben der antiken Philosophen auch selten authentisch: In erster Linie handelt es sich (von Buch X abgesehen) um Anekdoten, Klatsch oder Spott. Hieraus ergibt sich: Aufgrund seiner unkritischen Machart ist Diogenes’ Werk nur mit größter Vorsicht zu benutzen. Da es jedoch die umfangreichste erhaltene doxographische Quelle zur Philosophie der griechischen Antike darstellt, ist man mangels besserer Quellen dennoch auf Diogenes angewiesen.
Der Aufbau (siehe Tabelle) ist weder systematisch noch durchgängig nach den Lebenszeiten der behandelten Personen geordnet, sondern nach den philosophischen „Schulen“, denen Diogenes gemäß antiker, aber oft ziemlich willkürlicher Praxis die einzelnen Philosophen zuordnet. Diogenes unterstellte (Buch I), es gebe nur zwei philosophische Richtungen, eine ‚ionische‘ und eine ‚italische‘. Diesen beiden Strömungen ordnet er (z. T. wenig sinnvoll) die einzelnen Philosophen unter. Im letzten Buch finden sich ausnahmsweise Texte aus erster Hand, und zwar Briefe und das Testament Epikurs, für die Diogenes in diesem Fall eine hervorragende Quelle darstellt.
Friedrich Nietzsche urteilte: „Er ist der Nachtwächter der griechischen Philosophiegeschichte, man kann nicht in sie hinein, ohne dass einem nicht von ihm der Schlüssel gegeben wird.“

### Dargestellte Philosophen
In der Reihenfolge, in der Diogenes sie behandelt, werden folgende Philosophen bzw. Autoren porträtiert: Thales, Solon, Chilon, Pittakos, Bias, Kleobulos, Periander, Anacharsis, Myson, Epimenides, Pherekydes, Anaximander, Anaximenes, Anaxagoras, Archelaos, Sokrates, Xenophon, Aischines, Aristipp, Phaidon, Eukleides, Stilpon, Kriton, Simon, Glaukon, Simmias, Kebes, Menedemos, Platon, Speusipp, Xenokrates, Polemon, Krates, Krantor, Arkesilaos, Bion, Lakydes, Karneades, Kleitomachos, Aristoteles, Theophrast, Straton, Lykon, Demetrios, Herakleides, Antisthenes, Diogenes, Monimos, Onesikritos, Krates, Metrokles, Hipparchia, Menippos, Menedemos, Zenon, Ariston, Herillos, Dionysios, Kleanthes, Sphairos, Chrysipp, Pythagoras, Empedokles, Epicharm, Archytas, Alkmaion, Hippasos, Philolaos, Eudoxos, Heraklit, Xenophanes, Parmenides, Melissos, Leukipp, Demokrit, Protagoras, Diogenes von Apollonia, Anaxarchos, Pyrrhon, Timon und Epikur.

### Inhaltsübersicht
| 1. Buch  | Die Sieben Weisen und die Philosophietheorie des Autors (ionische und italische Schule)                       |
| 2. Buch  | Anaximander, Anaxagoras, Sokrates und die sog. kleineren Sokratiker                                           |
| 3. Buch  | Platon |
| 4. Buch  | Die Schüler Platons                                                                                           |
| 5. Buch  | Aristoteles und seine Schüler (der Peripatos)                                                                 |
| 6. Buch  | Antisthenes und die Kyniker                                                                                   |
| 7. Buch  | Zenon, Kleanthes und Chrysippos. Teile dieses Buches sind jedoch verloren                                     |
| 8. Buch  | Pythagoras, Empedokles und andere Pythagoreer                                                                 |
| 9. Buch  | Heraklit, Xenophanes, Parmenides, Zenon von Elea, Leukippos, Demokrit, Protagoras, Pyrrhon von Elis und Timon |
| 10. Buch | Epikur |

### Exkurs: Bedeutung als Quelle zur antiken Logik
Diogenes Laërtios galt als Quelle für die Kenntnis der stoischen Logik. Seit der Wiederentdeckung der stoischen Aussagenlogik durch Jan Łukasiewicz haben die betreffenden Texte aber noch an Interesse gewonnen.
Aus dem Werk geht eindeutig hervor, dass die Aussagenlogik nicht erst auf die stoische Schule zurückgeht, sondern von den ‚Dialektikern‘ (die früher mit den ‚Megarikern‘ identifiziert wurden) entwickelt wurde. Die Begründer der Stoa, Zenon und Chrysippos, haben die aussagenlogischen Ansätze der Dialektiker Diodoros Kronos und Philon von Megara übernommen und modifiziert.
Bei Diogenes findet man bereits eine konsequente Lehre von den „unbeweisbaren“ Argumenten, das sind die Axiome der stoischen Aussagenlogik. Aus einer Stelle von Diogenes’ Berichten geht sogar hervor, dass Philon eine wahrheitsfunktionale Theorie der materialen Implikation vertreten hat, wie sie nach ihm erst wieder Ludwig Wittgenstein in seiner Logisch-philosophischen Abhandlung entwickelte. Auch für die Trugschlüsse, mit denen sich die Stoiker und vor allem die Dialektiker sehr ausführlich beschäftigt haben, ist das Werk von Diogenes eine wichtige Quelle.

## Textausgaben
- Herbert S. Long (Hrsg.): Diogenis Laertii vitae philosophorum. Clarendon Press, Oxford 1964 (die ältere Standardausgabe, gilt als problematisch)
- Miroslav Marcovich, Hans Gärtner (Hrsg.): Diogenis Laertii vitae philosophorum. 3 Bände. Teubner, Stuttgart/Leipzig 1999 (Bände 1 und 2) und Saur, München/Leipzig 2002 (Band 3: Indices) (maßgebliche Edition)
- Tiziano Dorandi (Hrsg.): Diogenes Laertius. Lives of Eminent Philosophers (= Cambridge Classical Texts and Commentaries. Band 50). Cambridge University Press, Cambridge 2013, ISBN 978-0-521-88681-9.

## Übersetzungen
- Von den Leben und den Meinungen berühmter Philosophen. Aus dem Griechischen von August Christian Borheck. 2 Bände. Franz Haas, Wien/Prag 1807 (darin: Band I, 1–5, „Vorrede“ Borhecks und dessen „Nachricht von Diogenes Laertius, dessen Schriften und ihren Ausgaben“; Band II, 6–18. Digitalisate bei ÖNB: Erster Band, Zweiter Band). Neuausgabe:  
  - Von dem Leben und den Meinungen berühmter Philosophen. Aus dem Griechischen von August Borheck [Neugesetzte Ausgabe]. Marix, Wiesbaden 2008, ISBN 978-3-86539-164-3 (Hinweis im Impressum: „Der Text wurde behutsam revidiert.“ Enthält eine Vielzahl von Druckfehlern, so schon bei der Wiedergabe des Übersetzernamens; die Borhecksche Vorrede sowie die „Nachricht“ erscheinen hier als „Einleitung des Übersetzers“.)
- Leben und Meinungen berühmter Philosophen. Buch I–X. Aus dem Griechischen übersetzt von Otto Apelt. Zwei Bände (Philosophische Bibliothek, Band 53 u. 54). Meiner, Leipzig 1921 (enthält einen wichtigen Anmerkungsteil mit textkritischen und sachlichen Erläuterungen sowie Register. Digitalisate im Internet Archive: Band 1 Band 2).
  - Lizenzausgabe in der Reihe „Philosophische Studientexte“: Akademie-Verlag, Berlin 1955 (mit einem Vorwort von Marie Simon, Band I, V-XII, hier, XIf.: „Die Anmerkungen wurden gestrichen, soweit sie nicht für das Verständnis des Textes notwendig sind oder die philologischen Erwägungen Apelts erläutern, durch die er jeweils zu seiner Übersetzung gelangt ist.“)
  - Zweite Auflage. Unter Mitarbeit von Hans Günter Zekl neu herausgegeben sowie mit Vorwort, Einleitung und neuen Anmerkungen zu Text und Übersetzung versehen von Klaus Reich (= Philosophische Bibliothek, Band 53 u. 54), Hamburg 1967 (mit umfangreichen textkritischen Anmerkungen sowie der gekürzten Version von Apelts Sacherläuterungen).
  - Nachdrucke bzw. „Sonderausgaben“ der zweiten Auflage von 1967: Hamburg 1987, 1998 und 2008.
- Leben und Lehre der Philosophen. Aus dem Griechischen übersetzt und herausgegeben von Fritz Jürß. Reclams Universal-Bibliothek 1998, ISBN 978-3-15-009669-7.
- Lives of the Eminent Philosophers. Basierend auf dem griechischen Text von Tiziano Dorandi, übersetzt von Pamela Mensch und herausgegeben von James Miller. Oxford: Oxford University Press, 2018. ISBN 978-0-19-086217-6.
- Lives of eminent philosophers: an edited translation. Basierend auf dem griechischen Text von Tiziano Dorandi, herausgegeben und übersetzt von Stephen A. White. Cambridge: Cambridge University Press, 2021. ISBN 978-0-521-88335-1.